# Thé en Somalie
 (octobre 2019).
Si vous disposez d'ouvrages ou d'articles de référence ou si vous connaissez des sites web de qualité traitant du thème abordé ici, merci de compléter l'article en donnant les références utiles à sa vérifiabilité et en les liant à la section « Notes et références ».

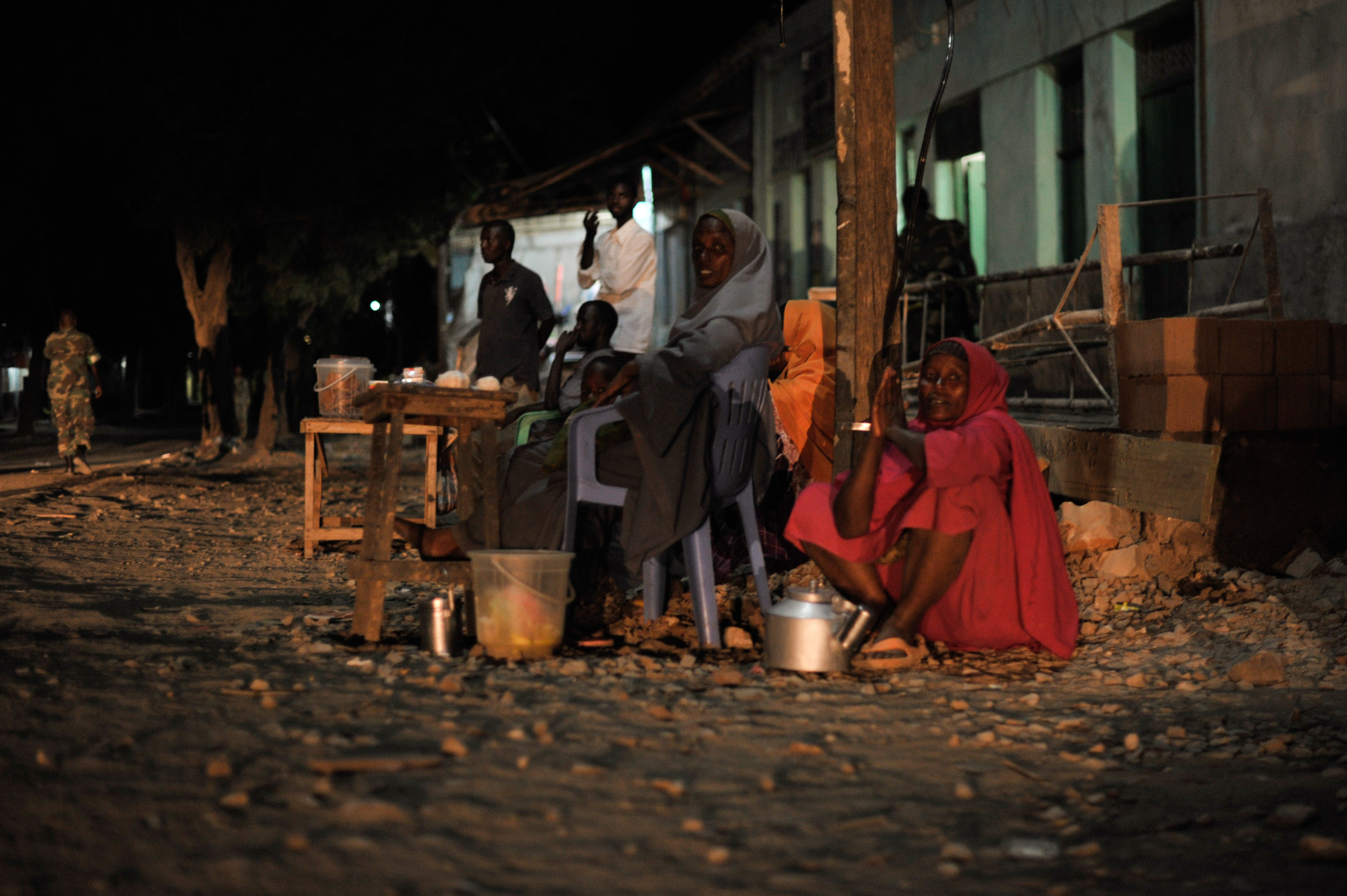
Femmes vendant du thé dans la rue à Baidoa.

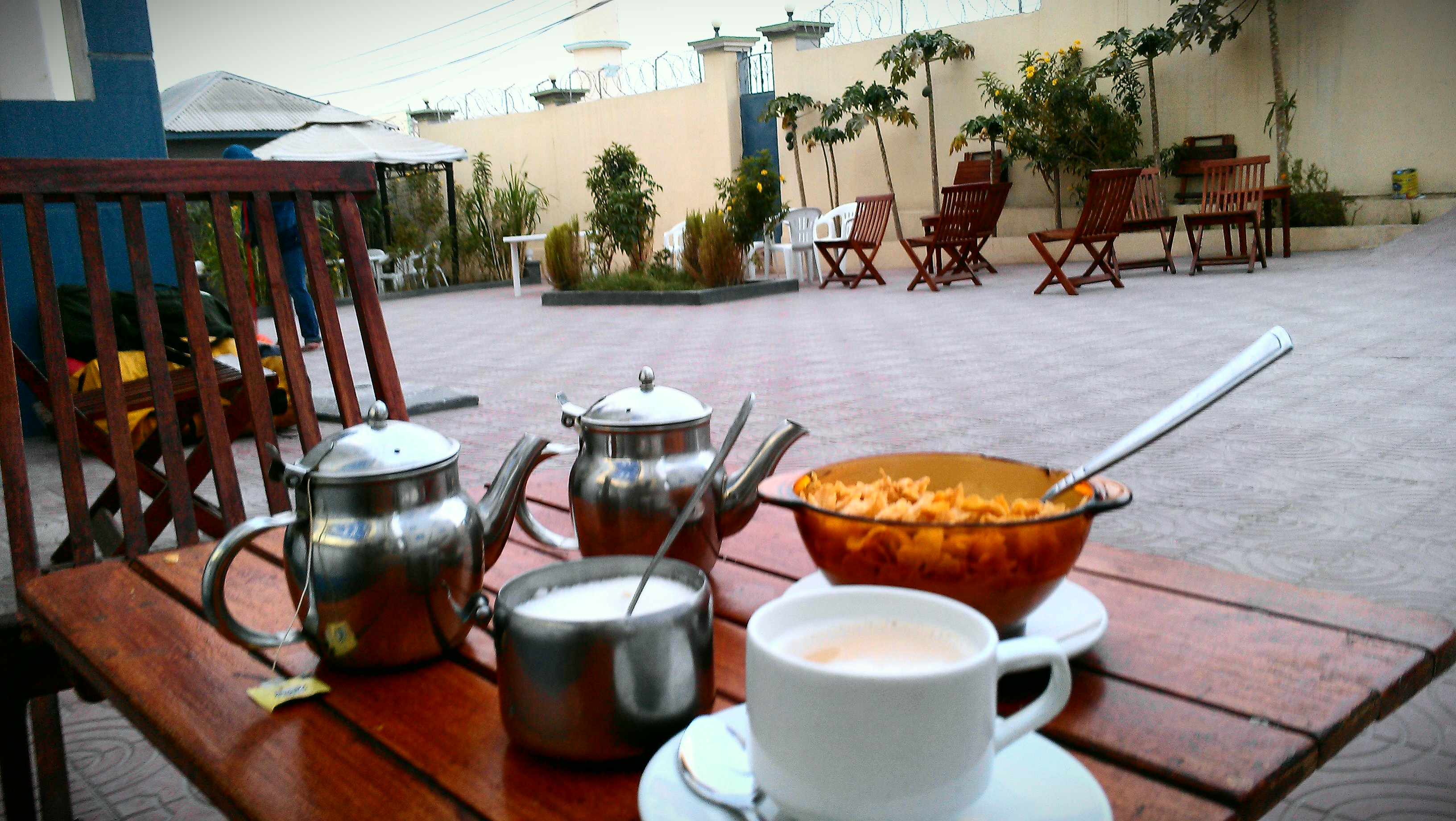
Thé servi dans un hôtel.

Le thé est une boisson à rôle social important pour les Somalis. Il est appelé « shaah » en somali. Le thé a été introduit aux somalis par le commerce ancien avec les arabes et les indiens. Dans les grandes villes somaliennes, on trouve de nombreux magasins et d'étals de thé de autour ses zones de marchés. Les Somalis consomment du thé à tout moment de la journée, mais surtout au petit déjeuner, en fin d'après-midi, appelé asariyo, et après ou pendant le repas. Tout invité dans une maison somalienne se voit offrir du thé épicé Somaliené, connu comme shaah hawash, dès qu'il ou elle arrive. Le thé est épicé avec de la cardamome, des clous de girofle et parfois du gingembre sec ; il est servi avec du lait et du sucre. Le thé est généralement préféré au café en Somalie, mais il n'y a pas de domination tranchée.
Les Somalis boivent généralement le thé avec du lait de chamelle, mais il est de coutume de servir le thé noir après un repas lourd. Il est appelé « shaah bigaysi ».